# Phyllodactylus unctus
El gecko de San Lucan (Phyllodactylus unctus) es una especie de gecko. Es endémica de México.